# Bacteria irregulariterspinosa
Bacteria irregulariterspinosa är en insektsart som först beskrevs av Brunner von Wattenwyl 1907.  Bacteria irregulariterspinosa ingår i släktet Bacteria och familjen Diapheromeridae. Inga underarter finns listade.